# 3552 Don Quixote
3552 Don Quixote è un asteroide near-Earth del diametro medio di circa 19 km. Scoperto nel 1983, presenta un'orbita caratterizzata da un semiasse maggiore pari a 4,2290740 UA e da un'eccentricità di 0,7135598, inclinata di 30,93110° rispetto all'eclittica.
Osservazioni condotte con il Telescopio spaziale Spitzer hanno individuato la presenza di una debole chioma e coda, rivelando la natura cometaria dell'oggetto. Inoltre, è stata identificata la presenza di anidride carbonica in esse.
L'asteroide è dedicato a Don Chichiotte, il personaggio letterario creato da Miguel de Cervantes.